# Сайто Кокі
Кокі Сайто (яп. 斉藤光毅, нар. 10 серпня 2001, Токіо) — японський футболіст, нападник клубу «Йокогама».

## Клубна кар'єра
Народився 10 серпня 2001 року в місті Токіо. Вихованець футбольної школи клубу «Йокогама». Дорослу футбольну кар'єру розпочав 2018 року в основній команді того ж клубу, кольори якої захищає й донині.

## Виступи за збірні
У складі юнацької збірної Японії до 17 років взяв участь у юнацькому чемпіонаті світу 2017 року в Індії, де команда дійшла до 1/8 фіналу.
У 2018 році у складі збірної Японії до 19 років Сайто взяв участь в юнацькому (U-19) кубку Азії в Індонезії. На турнірі він допоміг своїй команді здобути бронзові медалі турніру. Цей результат дозволив команді до 20 років кваліфікуватись на молодіжний чемпіонат світу 2019 року у Польщі, куди поїхав і Кокі.